# Gabriel Longueville
Gabriel Longueville (ur. 18 marca 1931 w Ardèche we Francji, zm. 18 lipca 1976 w Chamical w Argentynie) – francuski i argentyński duchowny katolicki, prezbiter i męczennik, błogosławiony Kościoła katolickiego.

## Życiorys
Gabriel Longueville urodził się w 1931 roku we Francji. 29 czerwca 1957 przyjął święcenia kapłańskie w katedrze w Viviers z rąk biskupa Alfreda Couderca. W 1969 roku pojechał na misję do Argentyny. Posługiwał tam w jednej z parafii w diecezji La Rioja razem z ks. Carlosm de Dios Muriasem. Obaj duchowni znaleźli się pod ostrzałem dyktatorskich władz po 1976 roku. 18 lipca 1976 zostali uprowadzeni z plebanii. Tam ksiądz Gabriel wraz z towarzyszem zostali zamordowani. Ich szczątki zostały odnalezione przez pracowników kolei.  

## Beatyfikacja
Gabriel Longueville został beatyfikowany 27 kwietnia 2019 przez papieża Franciszka wraz z Carlosem de Dios Muriasem, Wenceslao Pedernera i biskupem Enrique Angelelli. 